# 蔷薇
薔薇（學名：Rosa multiflora，英语：multiflora rose），又称野蔷薇，是一種蔓藤爬籬笆的小花，耐寒，有野生的，可以藥用。
英國歷史上的紅白薔薇戰爭（Wars of the Roses）就是因為戰爭雙方兩個家族的家徽分別為紅薔薇和白薔薇。在歐洲諸語言中，薔薇、玫瑰、月季等中文植物詞彙，對應於歐洲各語言都是使用同一個詞，如英語是rose，德語是die Rose。

## 薔薇屬

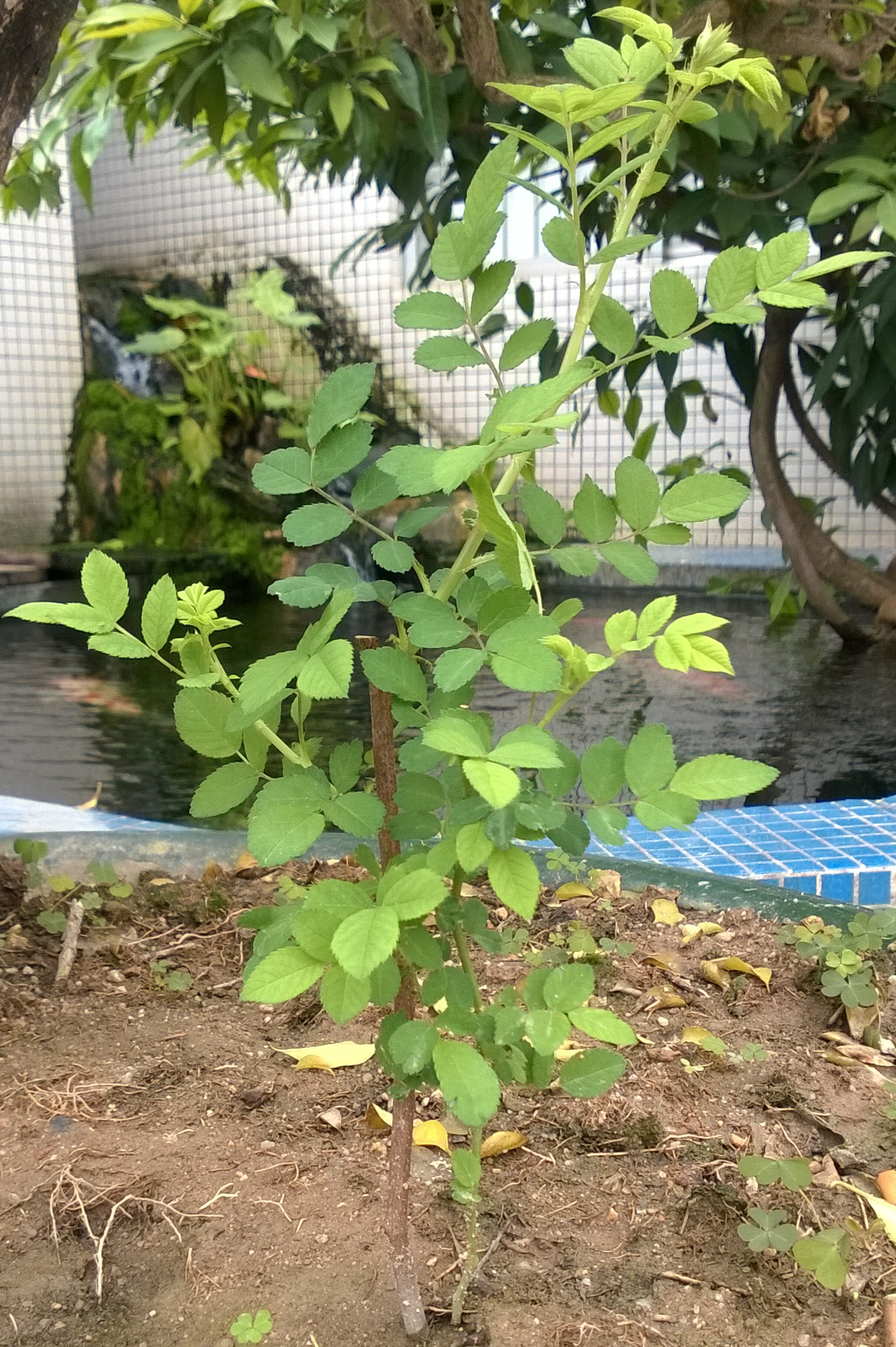
发芽仅一个月后的蔷薇幼苗

薔薇屬約有150個原種和數千個品種，原產於整個北半球的各種生存環境，除少數種類外，多數栽培種類都耐寒。
中國植物誌薔薇屬中：
- 以 玫瑰 為名者僅有一種 —— 桂味組（Sect. Cinnamomeae）宿萼大叶系（Ser. Cinnamomeae）之下的 玫瑰（学名：Rosa rugosa）。
- 以 月季 為名者有三種 —— 月季组（Sect. Chinenses）下之 月季花（Rosa chinensis Jacq.）、亮叶月季（Rosa lucidissima Levl.）、香水月季（Rosa odorata (Andr.) Sweet.）。
- 其餘物種多以 薔薇 為名。

## 特性
薔薇屬植物的花色幾乎包含了太陽光譜中的所有色彩，僅純藍色除外，但日本三得利花卉公司（SUNTORY FLOWERS）以基因轉殖技術培育出藍色之現代月季品種「喝采（Applause）」。薔薇屬中許多種具有芳香，如突厥薔薇。

## 延伸阅读
[在维基数据编辑]
 《欽定古今圖書集成·博物彙編·草木典·薔薇部》，出自陈梦雷《古今圖書集成》